# مات رينالدي
مات رينالدي (بالإنجليزية: Matt Rinaldi)‏ هو محامي وسياسي أمريكي، ولد في 11 أبريل 1975 في بريدجبورت في الولايات المتحدة. حزبياً، نشط في الحزب الجمهوري. وقد انتخب عضو مجلس نواب تكساس.